# Imeria caroni
Imeria caroni là một loài tò vò trong họ Ichneumonidae.